# L'angelo caduto (Cabanel)
(Isaia, 14: 11-14)
L'angelo caduto (L'ange déchu) è un celebre dipinto di Alexandre Cabanel, realizzato nel 1847 e attualmente conservato al Museo Fabre, a Montpellier. Assieme a La nascita di Venere, l'opera è considerata il maggiore e più noto capolavoro dell'artista francese.

## Storia
Cabanel, dopo aver dipinto fino al 1846 alcuni dipinti a sfondo religioso cristiano giusto per soddisfare le "preferenze" e il "buon senso" del periodo, non si sentiva realizzato, così decise di cambiare completamente tema, preferendo il Classicismo.
L'angelo caduto, dipinto nel 1847, quando Cabanel, preso immediatamente di mira dalle critiche per il nudo rappresentato, aveva soltanto 24 anni, dal 1868 è esposto al Museo Fabre di Montpellier.

## Descrizione
Il quadro ritrae un angelo appena caduto dal cielo dopo essere stato scacciato da Dio, e perciò ritenuto per eccellenza essere Lucifero. L'angelo presenta bellezza, fattezze e perfezione nella muscolatura tipiche dell'arte classica greca, infatti di Lucifero l'unico "aspetto positivo" evidenziato spesso dai letterati era proprio la bellezza (il profeta Ezechiele lo definì «Perfetto solamente in bellezza»).
Il braccio destro è fortemente piegato e copre la parte inferiore del viso dell'angelo, come in un disperato gesto di protezione dall'ira di Dio, o forse di minaccia. Le ali, accasciate al suolo, sono invece la sezione meno illuminata della scena: avvolte nell'ombra, sono ormai prive di forza per volare, quasi stessero lentamente per marcire. 
La schiena profondamente contratta e in torsione, e le gambe piegate quasi dalla vergogna fanno intuire la brusca caduta dell'angelo sul suolo; come contributo ad infondere un senso di brutale atterraggio nello spettatore è la posizione di evidente scomodità assunta dall'angelo. Tutti gli arti ed il torso in tensione, coi muscoli visibilmente contratti, trasmettono però anche un senso di violenza, come se Lucifero stesse immediatamente per scagliare qualche maledizione, per vendicarsi contro i cieli per l'oltraggio subìto.

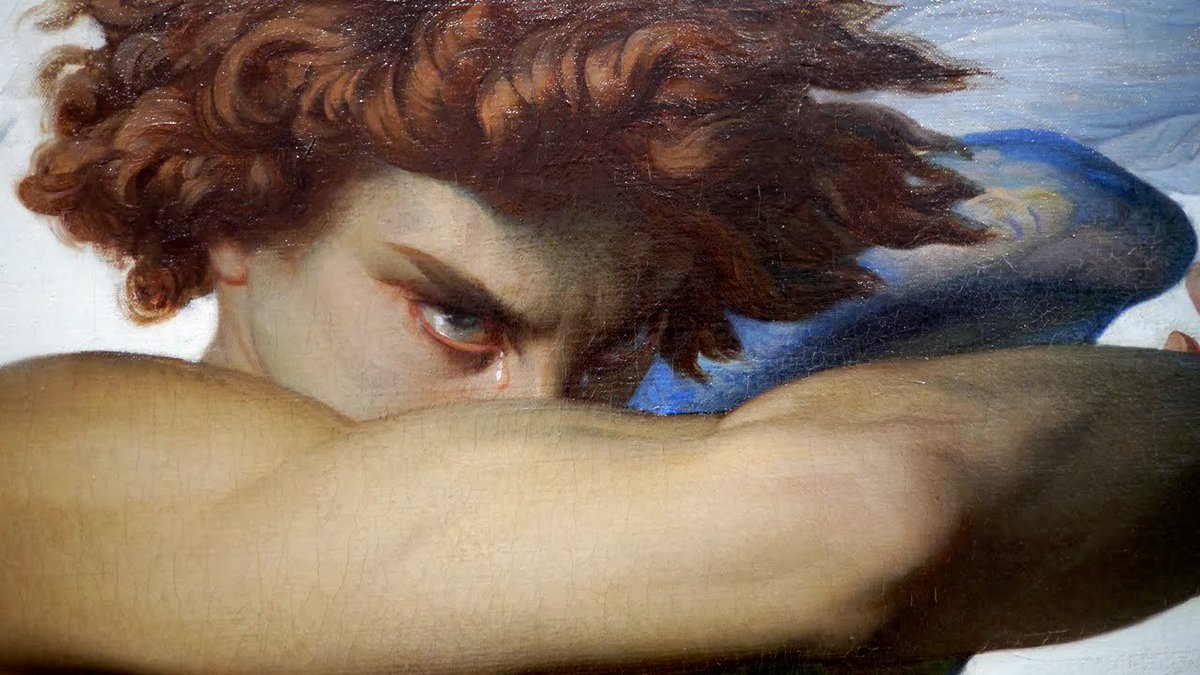
Particolare del centro della scena: gli occhi di Lucifero, avvolti da furia, follia e tristezza.

L'aspetto, anche se non molto ampio, che però rappresenta il centro dell'intera scena è la parte superiore, unica visibile, del viso dell'angelo: gli occhi di Lucifero, anche se non rivolti ad un soggetto davanti a lui, sembrano essersi accorti, atterriti, dello spettatore che lo osserva, il che aumenta il sentimento di vergogna che presumibilmente Lucifero sta provando. Tuttavia, contornati di rosso, gli occhi si presentano anche ai vertici dell'ira e della follia (come suggeriscono anche i capelli rosso fuoco, scarmigliati), ma che celano anche un'immensa tristezza di Lucifero dopo il suo esilio eterno dal Paradiso (infatti dall'occhio destro nasce una lacrima che gli scorre sul viso).

## Critica
L'opera d'arte, dopo essere stata rifiutata dal Salon di Parigi per lo "scandalo" destato, come riportato nel diario di Cabanel, all'inizio ricevette riscontri molto negativi da parte della critica, come "È solo una composizione ampia e incompetente" e "Le proporzioni ed il movimento sono errate, il disegno impreciso, l'esecuzione completamente inadeguata".
Il giovane Alexandre Cabanel, denigrato dalla critica d'arte del periodo, scrisse ironicamente al suo amico Alfred Buyas, a proposito delle recensioni per L'angelo caduto: "Ecco, questo è il mio premio dopo tutte le fatiche e difficoltà che ho dovuto affrontare per raggiungere il Salon!".
Al contrario oggi, al Museo Fabre di Montpellier, L'angelo caduto rappresenta una delle opere di maggiore interesse da parte del pubblico, tanto da attirare milioni di visitatori da tutto il mondo ogni anno.